# Хохлатый турач
Хохла́тый тура́ч (лат. Ortygornis sephaena) — вид птиц из семейства фазановых (Phasianidae).

## Описание
Хохлатый турач длиной примерно 33—35 см. Макушка головы тёмная, над глазами белые полосы. Клюв чёрный. Грудь с тёмными пятнами, причём рисунок у самок более отчётливый. Спина рыжая, брюхо блёклое с тонкими полосами. Ноги красноватые. У молодых птиц «брови» скорее желтовато-коричневого цвета.

## Распространение
Область распространения хохлатого турача охватывает широкие области Восточной и Южной Африки от южного Судана, Эфиопии и Сомали на севере до Квазулу-Натала и Намибии на юге.

## Образ жизни
Хохлатый турач живет в семейных группах численностью от 2-х до 5-и особей. Птицы образуют, как и большинство турачей, моногамные пары. Они обитают в густом подлеске вдоль русел рек в саванне, предпочитая скрываться от опасности бегством. В утренние и вечерние часы птицы издают очень громкие звуки. Ночуют на деревьях.
Питание состоит из мелких животных, семян и других частей растений. Зимой древесная смола акаций составляет большую часть их рациона.

## Галерея

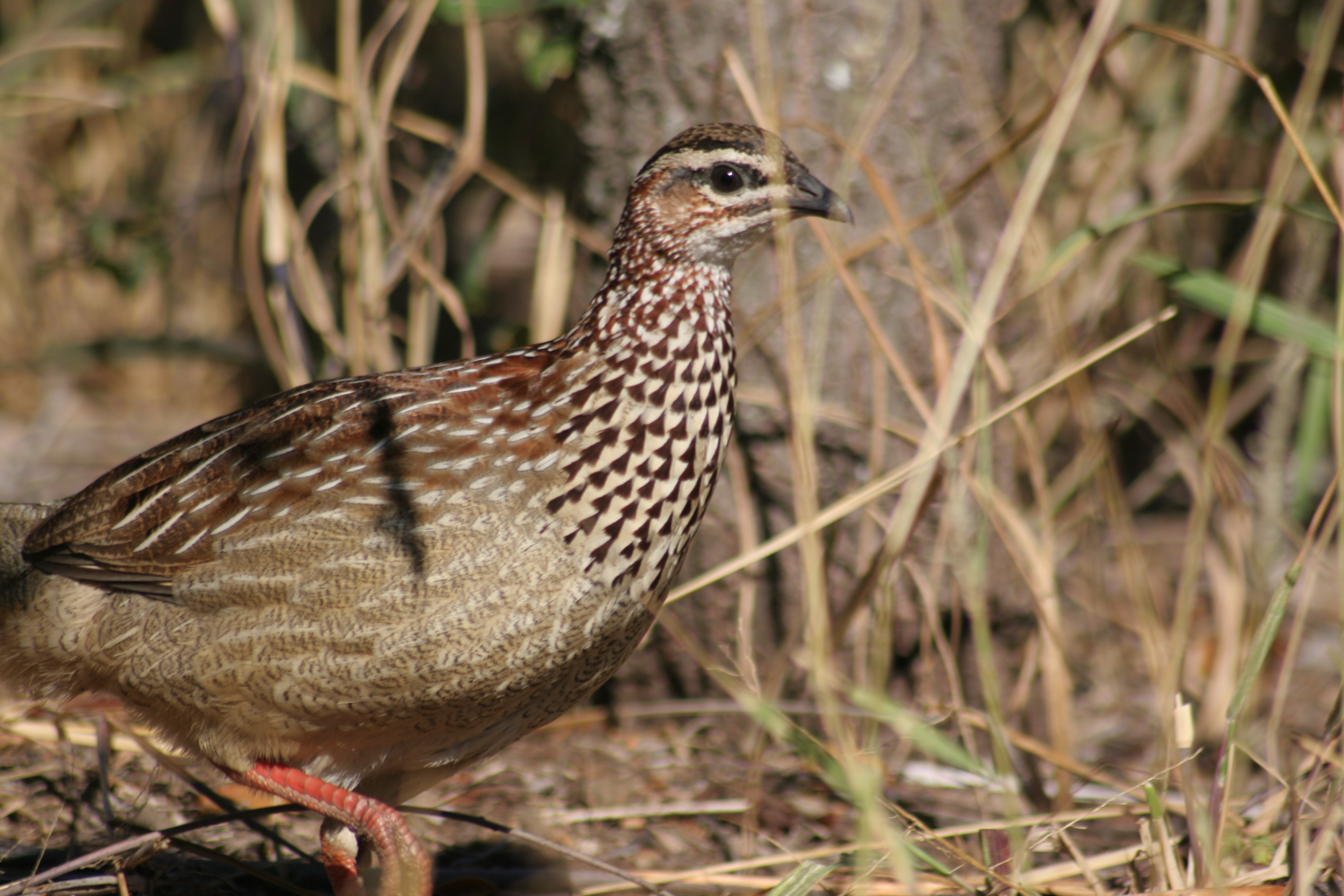
В национальном парке Крюгера
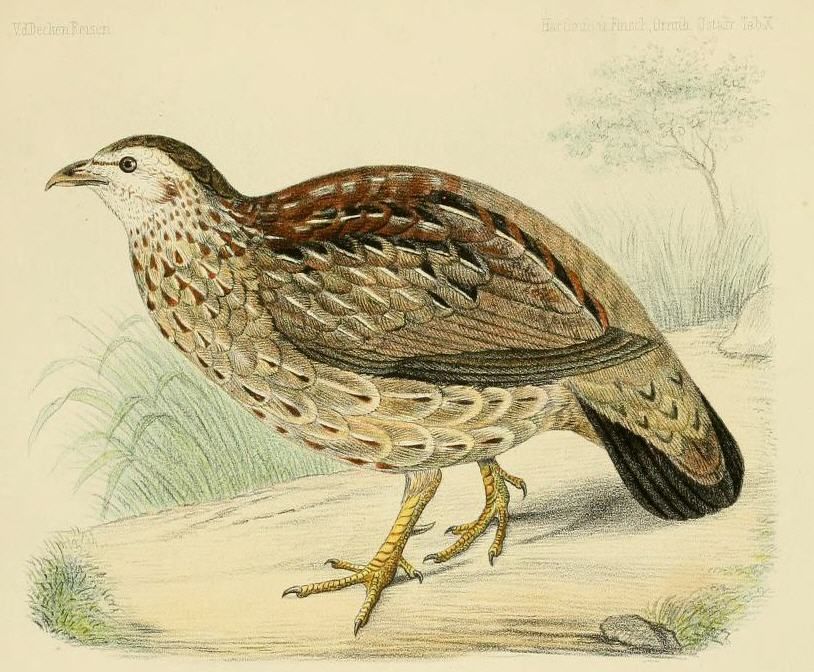
Иллюстрация 1870 года
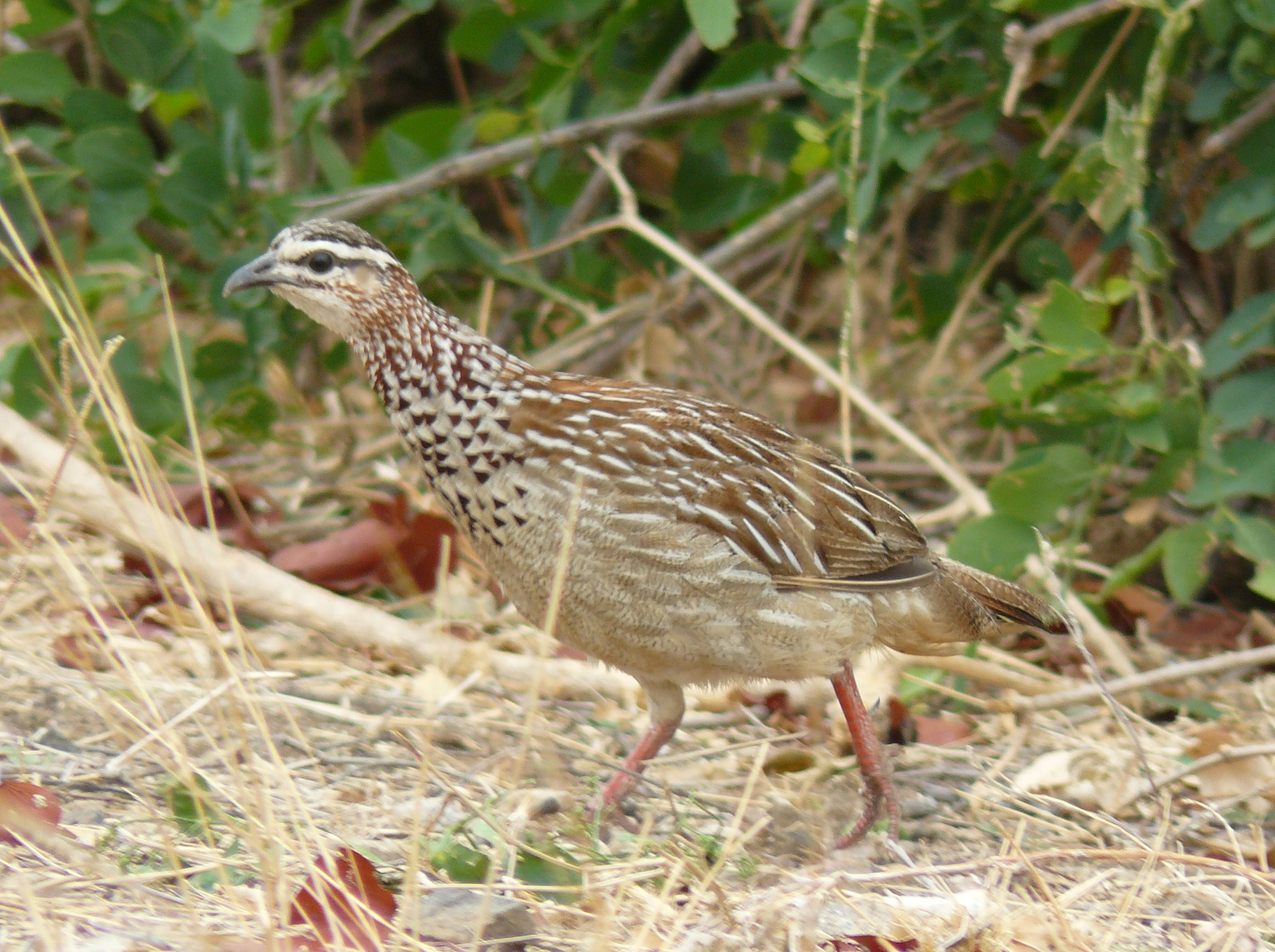
В национальном парке Крюгера